# Bussière-Saint-Georges
Bussière-Saint-Georges è un comune francese di 217 abitanti situato nel dipartimento della Creuse nella regione della Nuova Aquitania.

## Società

### Evoluzione demografica
Abitanti censiti